# Шагол
Шаго́л — микрорайон (внутригородской посёлок) Курчатовского района города Челябинска Челябинской области России.

## Топоним
Название поселка имеет польское происхождение. Название поселка происходит от фамилии одного из жителей поселка и звучало как «сцигел» — в переводе на русский язык — щегол. Позже, название трансформировалось в более привычное для местного диалекта как Шагол.

## География
Посёлок и ряд прилегающих к нему объектов находятся в северо-западной части Челябинска.

## История
Посёлок Шагол был образован после строительства железнодорожной станции Шагол.
Первыми поселенцами были строители и коренные жители польского хутора. Польский хутор находился там, где сейчас находятся деревня Моховички и посёлок Красное Поле. После польского восстания 1863 года поляков высылали в Сибирь, Казахстан и на Урал. Вынужденные переселенцы освоились под Челябинском. 
Посёлок включен в состав города Челябинска указом Президиума Верховного Совета РСФСР от 20 апреля 1956 года.